# Deraeocoris bakeri
Deraeocoris bakeri är en insektsart som beskrevs av Knight 1921. Deraeocoris bakeri ingår i släktet Deraeocoris och familjen ängsskinnbaggar. Inga underarter finns listade i Catalogue of Life.